# Trevor Wooley
Pour les articles homonymes, voir Wooley.
Trevor Dion Wooley (né le 17 septembre 1964) est un mathématicien britannique et professeur de mathématiques à l'Université de Bristol. 

## Formation
Wooley étudie à partir de 1984 au Gonville and Caius College de l'Université de Cambridge.
Il a obtenu son bachelor en 1987 à l'Université de Cambridge et son doctorat en 1990 sous la supervision de Robert Charles Vaughan, à l'Université de Londres avec une thèse intitulée « On Simultaneous Additive Equations and Waring's Problem ».
En 1991 il est professeur adjoint, en 1995 professeur associé et en 1998 professeur à l'Université du Michigan à Ann Arbor. Depuis 2007 il est professeur de mathématiques à l'Université de Bristol, où il est également directeur associé de l'Institut Heilbronn de recherche en mathématiques. 

## Travaux
Ses champs d'intérêt comprennent la théorie analytique des nombres, les équations diophantiennes et les problèmes diophantiens, l'analyse harmonique, la méthode du cercle de Hardy-Littlewood ainsi que la théorie des sommes exponentielles et ses applications. Il a effectué des percées importantes concernant le Problème de Waring, pour lesquelles il a reçu le prix Salem en 1998.

## Prix et distinctions
Il bénéficie d'une bourse de recherche Alfred P. Sloan de 1993 à 1995. De 1993 à 1998 il bénéficie d'une bourse Packard de la Fondation David et Lucile Packard.
En 1993 il est lauréat du prix Berwick décerné par la London Mathematical Society. Il a également reçu le prix Salem en 1998 et le prix Fröhlich en 2012.
Il est conférencier invité au congrès international des mathématiciens à Pékin en 2002 (« Diophantine methods for exponential sums, and exponential sums for diophantine problems »), puis de nouveau à celui de Séoul en 2014 (« Translation invariance, exponential sums, and Waring's problem »).
En 2007, il a été élu membre de la Royal Society, dont il reçoit le Wolfson Research Merit Award, et en 2012 il est élu fellow de l'American Mathematical Society.

## Sélection de publications
- Trevor D. Wooley, « Large improvements in Waring's problem », Ann. of Math. (2) 135, 1992, no 1, p. 131—164.
- Trevor D. Wooley, « Quasi-diagonal behaviour in certain mean value theorems of additive number theory », J. Amer. Math. Soc. 7, 1994, no 1, p. 221—245.
- Trevor D. Wooley, « Breaking classical convexity in Waring's problem: sums of cubes and quasi-diagonal behaviour », Invent. Math. 122, 1995, no 3, p. 421—451.
- Trevor D. Wooley, « Vinogradov's mean value theorem via efficient congruencing », Ann. of Math. (2) 175, 2012, no 3, p. 1575–1627.
- (en) Robert Charles Vaughan et Trevor Wooley, « Waring's Problem: A Survey », dans M. A. Bennett et al., Number Theory for the Millenium, vol. 3, A. K. Peters, 2002 (ISBN 978-1-56881-152-9, lire en ligne), p. 301-340.